# Żyrowicze
Żyrowicze (biał. Жыровічы) – agromiasteczko na Białorusi, w obwodzie grodzieńskim, w rejonie słonimskim, siedziba administracyjna sielsowietu. Miejscowość zamieszkana przez 2570 mieszkańców (2005).
Prywatne miasto duchowne położone było w końcu XVIII wieku w powiecie słonimskim województwa nowogródzkiego. Prawa miejskie nadał król Jan II Kazimierz Waza w 1652 roku.

## Historia
Według prawosławnej tradycji w Żyrowiczach w drugiej połowie XV wieku przez pastuszków na gruszy została znaleziona ikona Matki Bożej. W miejscu jej odkrycia właściciel Żyrowicz, podskarbi litewski Aleksander Sołtan, kazał w 1470 roku zbudować cerkiew z drewna, która spłonęła w 1520 r. Płaskorzeźba jednak ocalała i umieszczono ją w nowej świątyni obok której wybudowano klasztor, który po unii brzeskiej został objęty w 1613 roku przez zakon bazylianów. Kasztelan smoleński Jan Mieleszko ufundował wówczas nową murowaną świątynię i murowany klasztor. Pierwszym przełożonym zakonników był późniejszy święty męczennik Jozafat Kuncewicz. W latach 1613–1650 powstał Sobór Zaśnięcia Najświętszej Maryi Panny w stylu barokowym. W 1655 roku Żyrowicze zostały zniszczone przez Kozaków. Żyrowicka Ikona Matki Bożej, czczona również w Kościele katolickim jako cudowny wizerunek, zyskała wielką sławę i pielgrzymowali do niej królowie: Jan Kazimierz, Michał Korybut Wiśniowiecki, Jan III Sobieski z królewiczem Jakubem, którzy ofiarowali tu jako wotum dziękczynne szablę z bitwy pod Wiedniem, August II Mocny i Stanisław August Poniatowski. Na podstawie brewe papieża Benedykta XIII w dniu 19 września 1739 obraz koronował koronami papieskimi biskup unicki Atanazy Szeptycki. W XVIII wieku o Żyrowiczach mówiono jako o Częstochowie unitów albo litewskiej Częstochowie. Leksykon Miejsca święte Rzeczypospolitej podaje: „Do czasów rozbiorów Żyrowicze były najważniejszym miejscem kultu katolików i grekokatolików w Wielkim Księstwie Litewskim”. Pomiędzy rokiem 1810–1839 była tu siedziba biskupa unickiego. Sobór został przebudowany w stylu klasycystycznym w 1828 roku. W 1839 r. po zniesieniu przez carat unii monaster w Żyrowiczach wrócił do Kościoła prawosławnego. Za czasów Józefa Siemaszki w żyrowickim klasztorze więziono kapłanów unickich nie zgadzających się na zmianę wyznania. Jednym z nich był ksiądz Grzegorz Micewicz, późniejszy autor pamiętnika Z męczeńskich dziejów Unii. Dziś w dawnym budynku klasztornym mieści się prawosławne seminarium duchowne oraz akademia teologiczna.
Przed II wojną światową ośrodek gminy Żyrowice w województwie nowogródzkim.

Monaster Zaśnięcia Matki Bożej w Żyrowiczach, rys. Napoleona Ordy

W latach 1924–1939 w Żyrowiczach funkcjonowała jedna z dwóch w Polsce szkół kształcących leśników ze średnim wykształceniem.
W Żyrowicach pod Słonimem dzieciństwo spędziła Alina Janowska.

## Zabytki
Kompleks klasztoru prawosławnego:
- Sobór Zaśnięcia Matki Bożej z XVII wieku zbudowany przez zakon bazylianów. Do soboru przylega mniejsza cerkiew św. Mikołaja, zwana zimową
- budynek klasztorny, wzniesiony w XVIII w.
- cudowna płaskorzeźba – Żyrowicka Ikona Matki Bożej
- Cerkiew Objawienia Pańskiego z 1796 r. w stylu wileńskiego baroku.
- Cerkiew Podwyższenia Krzyża Św. z 1769 r. w stylu barokowym
- Cerkiew św. Jerzego. Pochowano w niej o. Placyda Jankowskiego, pisarza i przełożonego klasztoru
- Cerkiew Św. Grzegorza z końca XVIII wieku, drewniana na cmentarzu